# Glycyphana irianica
Glycyphana irianica är en skalbaggsart som beskrevs av Miksic 1968. Glycyphana irianica ingår i släktet Glycyphana och familjen Cetoniidae. Inga underarter finns listade i Catalogue of Life.